# Chilicola mirzamalae
Chilicola mirzamalae là một loài Hymenoptera trong họ Colletidae. Loài này được Willis & Packer mô tả khoa học năm 2008.